# 雙斑白令鰩
双斑鳐（学名：Beringraja binoculata）是鳐科白令鳐属的一种软骨鱼，分布于阿拉斯加至下加利福尼亚的太平洋水域，多见于潮间带至水深120米处。该鱼以底栖无脊椎动物和小鱼为食。双斑鳐是北美洲最大的鳐鱼，也是加利福尼亚州商业价值最高的鳐鱼。

## 物种命名
法国生物学家查尔斯·弗雷德里克·吉拉德于1855年命名双斑鳐。其种加词binoculata由拉丁文“bi”和“oculata”二词组合而来，前者是“二”的意思，而后者则是指“眼睛”，指的是其身体两侧的眼状斑纹 。在命名该鱼时，吉拉德还根据詹姆士·格雷厄姆·库伯在美国华盛顿州海滩上记录的一具腐烂标本命名了一种叫“库氏鳐”（Raja cooperi）的鳐鱼，但后人发现该种实际上是双斑鳐的异名。2012年，双斑鳐和美鳐一同被分拆至新的白令鳐属。

## 外貌描述
双斑鳐身体呈钻石型，体宽略大于体长；吻部非常坚硬，呈三角形，其末端较钝。该鱼眼睛极小，位于吻部两侧，后方有较大的喷水孔。该鱼牙齿小且尖锐，上颚有24-48颗，下颚则有22-45颗。双斑鳐的两片背鳍位于其尾部，均很小，而尾鳍则退化为一道小褶皱，臀鳍缺失。双斑鳐的腹鳍末端均略凹。幼年双斑鳐皮肤十分光滑，至成年则会在吻部下方、鳃裂之间和腹部长出小刺。其背部有一列自身体中部延伸至尾部的棘刺，一般由13-17个棘刺组成，但最多可有55个。双斑鳐背部体色为斑驳的红棕色、橄榄棕色或灰色，有暗色或白色的斑点和两处极显眼的黑斑，其腹鳍外缘亦会有淡色的斑点:51；该鱼腹部则为白色，偶尔有暗色的斑纹。双斑鳐最大可长到2.9米，是北美洲最大的鳐鱼物种，但一般个体体长很少超过1.8米。大部分雄性个体体长在0.9-1.1米间，雌性则是1.2-1.4米。

## 物种分布
双斑鳐分布于北美洲太平洋沿岸，北至白令海东部，南至塞德罗斯岛，但在皮斯摩海滩以南的海域较为罕见。

## 生态

### 栖息地
双斑鳐多生活于浅海大陆架或是河口湾中的沙质或泥质海床，偶尔亦会出现在海藻林的底部或是硬质海床上。虽然双斑鳐最深可栖息于800米深处，该鱼最常见于潮间带至120米水深左右的浅海中。

### 习性

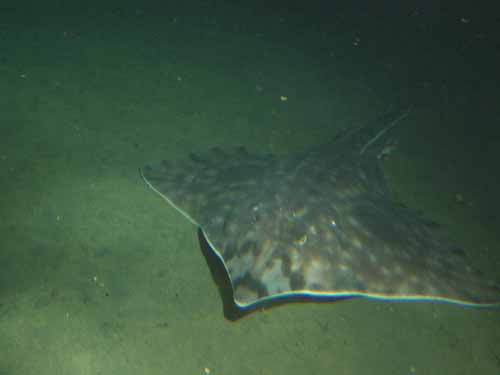
一条正在海床上休息的双斑鳐，摄于太平洋丛林皮诺斯角附近海域

双斑鳐是伏击掠食者，一天大部分时间都趴在海床上不动且常将自己掩埋于海床中，只露出双眼。尽管如此，双斑鳐仍有进行远距离迁徙的能力：2010年一项对不列颠哥伦比亚省沿海个体的跟踪调查发现有少数个体能迁徙至1000公里外的水域，甚至有一条迁徙到了2340公里外。在游泳时，双斑鳐会上下扇动其胸鳍，如同在水中飞行一般。其主要食物为管虫、软体动物、小型底栖鱼类和甲壳类，其中幼鱼会更多捕食前两者。

### 生命周期

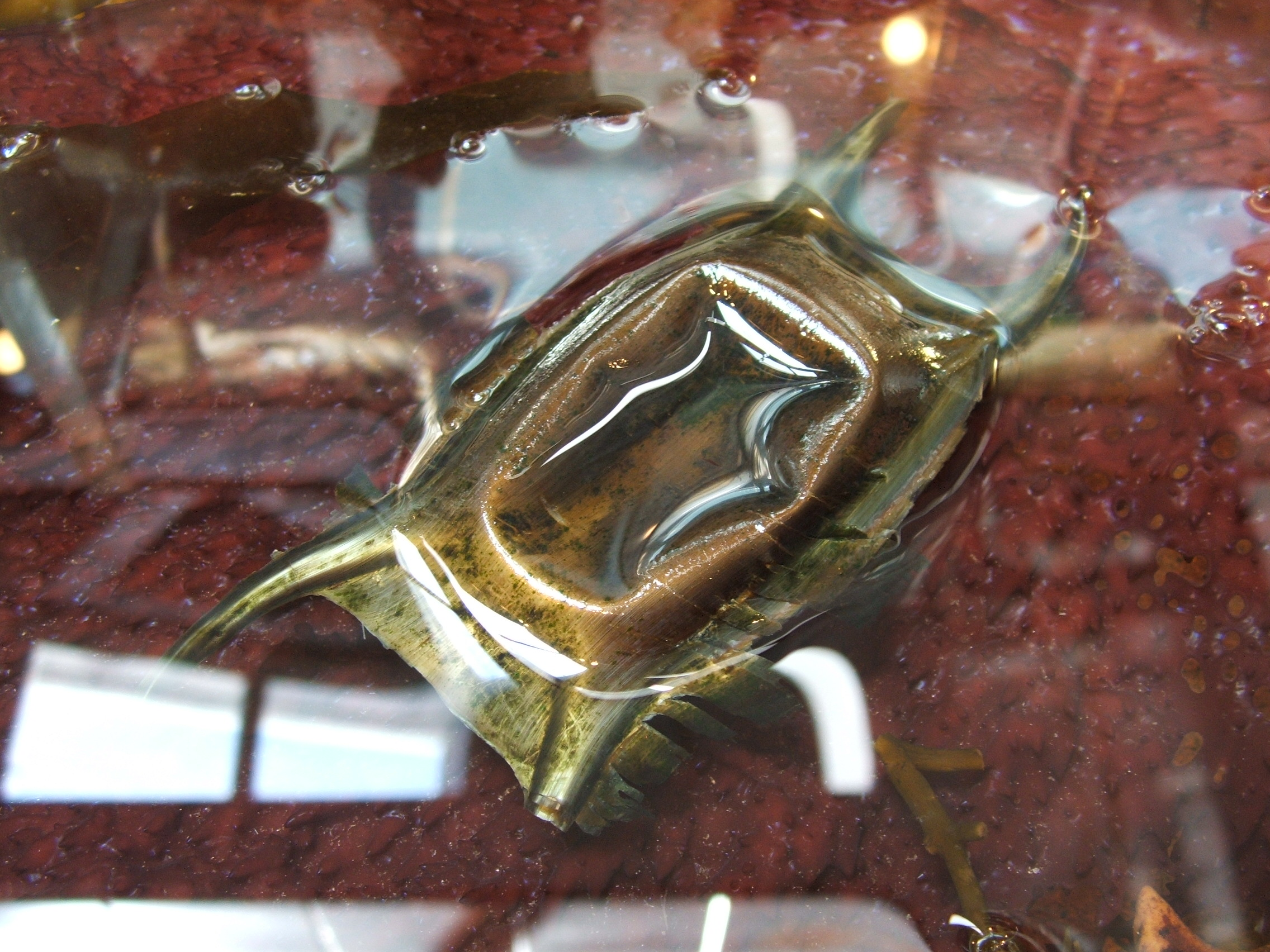
双斑鳐的卵囊

双斑鳐为卵生物种，会将卵囊产于海床上。其卵囊长23-30厘米，宽11-19厘米，外形为中间有凹陷的矩形。该鱼是所有鳐鱼中唯二卵囊中有多于一条幼鱼的物种，另一种为同属的美鳐。一个双斑鳐卵囊内常会有3-4条幼鱼，最多可达7条。正因为此，双斑鳐的卵囊是鳐鱼中最大的。根据水温不同，卵囊会在6-20月后孵化。双斑鳐的性成熟时间和体长在不同海域区别较大：如在阿拉斯加湾海域雄性双斑鳐平均在7岁时性成熟，体长120厘米，雌性则在10岁性成熟，体长150厘米；而在不列颠哥伦比亚省海域雄性和雌性分别在6岁和8岁时就已性成熟，但体长也分别仅有70厘米和90厘米。双斑鳐的寿命可达26岁。

### 天敌与寄生虫
双斑鳐的天敌主要为更大的鱼类，例如扁头哈那鲨。此外北象海豹会食用双斑鳐的卵囊。
双斑鳐有一种已知的寄生虫，为等足类Lepeophtheirus cuneifer。

## 与人类的关系
双斑鳐性格温和，鲜少主动攻击人类，哪怕潜水员主动靠近大部分双斑鳐也会留在海床上一动不动。
双斑鳐主要食用部位为其胸鳍，一般在市场上以“鳐鱼翅”的商品名出售，偶尔也会在切下圆形的肉冒充扇贝出售。尽管双斑鳐是其分布范围内最常被捕捞的鳐鱼，但由于鳐鱼肉商业价值极低（每磅不超过1美元），故鲜少有针对该鱼的商业捕捞。市场上绝大多数双斑鳐都来源于拖网的兼捕。根据NOAA统计，2021年美国本土太平洋沿海的捕捞量约为170吨。尽管有研究认为双斑鳐的商业价值在未来可能会增加，但鉴于目前其分布范围内所有地方政府对拖网渔船有严格的限制，该鱼的种群目前并无下降趋势。目前IUCN上将该鱼评为“无危”，而蒙特利湾水族馆在其海鲜指南上对不同捕捞方式的双斑鳐评分不同，但均在2.9分上下，属于“良好的替代品”（Good alternative）。
此外，双斑鳐在旧金山湾区是一种颇受欢迎的游钓鱼，其中冬春两季的捕捞量略高于其他季节。